# Vallfogona de Ripollès
Vallfogona de Ripollès è un comune spagnolo di 209 abitanti situato nella comunità autonoma della Catalogna.